# Emil Günter
Ernst Emil Günter (* 12. September 1853 in Thörigen; † 10. Juli 1927 in Burgdorf) war ein Schweizer Fabrikant, Politiker und Autor in Berndeutsch; sein Pseudonym war Samuel Prasti.

## Leben

### Familie
Emil Günter war der Sohn des Notars Jakob Günter.
1879 heiratete er Rosina, die Tochter von Samuel Glogger.

### Werdegang
Emil Günter besuchte die Sekundarschule in Herzogenbuchsee.
Nach einer Ausbildung zum Kaufmann in der Leinenweberei Künzli & Co. in Langenthal war er als Reisender der Käsefirma Sommer in Langenthal tätig und bereiste speziell Deutschland und Österreich.
In den 1880er Jahren kam er nach Burgdorf und gründete mit einem Teilhaber die Korbwarenfabrikation Günter & Cie.

### Gesellschaftliches und politisches Engagement
Nach seinem Umzug nach Burgdorf wurde Emil Günter in den dortigen Gemeinderat gewählt und wurde Feuerwehrkommandant.
Er war Mitglied der Freisinnig-Demokratischen Partei Burgdorf und wurde für den verstorbenen Grossrat Andreas Schmid (1824–1901) 1901 von einer Wählergemeinschaft als Nachfolgekandidat vorgeschlagen und kurz darauf im September gewählt; im November 1902 trat er allerdings von seinem Amt wieder zurück.
1890 war er als Hauptmann und Kompaniekommandant an der eidgenössischen Intervention im Kanton Tessin mit dem schweizerischen Füsilier-Bataillon 39 beteiligt, die erforderlich wurde, weil dort Tessiner Liberale einen Staatsstreich unternommen hatten (siehe auch Tessiner Putsch).
Er war von 1898 bis 1924 im Verwaltungsrat der Bank in Burgdorf und in dieser Zeit von 1921 bis 1923 deren Vizepräsident sowie von 1912 bis 1923 Mitglied der Kreditkommission.

### Schriftstellerisches Wirken
Emil Günter hatte grossen Erfolg mit seiner berndeutschen Humoreske ’s Järbsyte-Peters Gschichtli vom alte Napolion u vom Chräjebüel von 1908, die bis 1983 neu aufgelegt wurde.
Als Samuel Prasti verfasste er von Januar 1911 bis Februar 1921 im Burgdorfer Tagblatt, deren Mitbegründer war, als diese neu herausgegeben wurde, in loser Folge die Dünkelbohrerbriefe, in der er Burgdorfer Geschehnisse glossierte und dabei ein Hochdeutsch nutzte, das von Dialektausdrücken durchsetzt ist. Die Briefe wurden 1912 als Hintersässenbriefe des Samuel Prasti, alt Dünkelbohrer, an die Redaktion des «Burgdorfer Tagblatt» auch in Buchform publiziert.
Für seine Sprachstudien stand er in brieflichem Kontakt mit den Schriftstellern Otto von Greyerz, Rudolf von Tavel, Simon Gfeller, Emanuel Stickelberger und weiteren. Gemeinsam mit Emanuel Friedli arbeitete er an einer Sammlung von Dialektwörtern und Aussprüchen.
Er verfasste 1915 eine Gedenkschrift über seinen Einsatz beim Tessiner Putsch 1890.

## Mitgliedschaften
1896 wurde Emil Günter in das Zentralkomitee des Bernischen Vereins für Handel und Industrie gewählt.
Als Mitglied der Schulkommission in Burgdorf setzte er sich für die Förderung des kaufmännischen Bildungswesens ein.
Er war 1916 Präsident des Import-Syndikats der schweizerischen Korbwaren- und Kinderwagen-Industrie, das sich für die Erleichterung der Einfuhr der für diese Industrien notwendigen Rohmaterialien, Halbfabrikate und fertigen Fabrikate während der Dauer des Ersten Weltkriegs einsetzte.
1921 war er Vizepräsident des Verwaltungsrats der Burgdorfer Tagblatt AG.

## Schriften (Auswahl)
- ’s Järbsyte-Peters Gschichtli vom alte Napolion u vom Chräjebüel. Emil Günter; nahen-erzellt und mit vielne Fäderzeichnigen-useputzt vom J. F. Wermuth. 1908.
- En Abesitz bi’s Napolions. In: Am häuslichen Herd. Band 14, Heft 12. 1910–1911, doi:10.5169/seals-665958#593, S. 354–365 (archiviert in E-Periodica der ETH Zürich).
- Hintersässenbriefe des Samuel Prasti, alt Dünkelbohrer, an die Redaktion des Burgdorfer Tagblatt. Komm. Langlois, Burgdorf 1912.
- Weitere Hintersäßenbriefe des Samuel Prasti Alt Dünkelbohrer, an die Redaktion des Burgdorfer Tagblatt. E. Baumgartner, Burgdorf 1913.
- Die eidgenössische Okkupation im Tessin 1890, Bataillon No. 39. Gedenkschrift zur 25jährigen Erinnerungs-Feier. Burgdorf 1915.